# Szymon (jezioro)
Szymon − jedno z jezior na szlaku Wielkich Jezior Mazurskich na odcinku od Giżycka do Mikołajek.
Jezioro głównie na terenie gminy Ryn, południowy kraniec usytuowany w obrębie gminy Mikołajki. Zbiornik należy do dorzecza Pisy-Narwi. W odległości jednego kilometra znajdują się zabudowania wsi Mioduńskie, Matuszek i Szymonka. Głównym dopływem zbiornika jest Kanał Szymoński, zbiornik jest także zasilany przez sześć rowów melioracyjnych, przeważnie stojących, o wodach dość zasobnych w związki mineralne, głównie azotowe. W okresie letnim woda w Kanale odpowiada II klasie czystości. Jezioro charakteryzuje regularny, zbliżony do okręgu kształt, jest bardzo płytkim zbiornikiem typu stawowego w całości porośniętym roślinnością wodną, w tym ponad 20% zajmuje gęsty pas roślinności wynurzonej, jezioro o trudno dostępnych i podmokłych brzegach otoczone jest przez mało żyzne grunty orne i łąki z licznymi rowami melioracyjnymi.
Jezioro otacza bagnisty teren. Na zachód jeziora znajduje się wieś Mioduńskie, a na południe wieś Mateuszek. Szymon przez Kanał Szymoński łączy się z Jeziorem Szymoneckim, a przez Kanał Mioduński z Kotkiem Wielkim. Jezioro to jest na szlaku żeglugi dzięki kanałom mazurskim. Jest zbiornikiem płytkim, polimiktycznym, typu stawowego, o powierzchni zwierciadła wody 154,0 ha, długości 1850 m, głębokości maksymalnej do 2,9 m i głębokości średniej - 1,1 m. Posiada kształt zbliżony do koła, mało urozmaicone dno z grubą warstwą osadów dennych, linia brzegowa o długości 5800m jest słabo rozwinięta, pojemność misy jeziornej wynosi 1748,4 tys. m³. Jezioro Szymon jest bardzo podatnym na degradacje i silnie zanieczyszczonym, zarastającym zbiornikiem. O jego stanie czystości decydują zanieczyszczenia jeziora Jagodne, poprawa jakości wód tego starzejącego się zbiornika wiązałaby się z długotrwałymi działaniami kompleksowymi w zlewni jeziora oraz oczyszczeniem wód jeziora Jagodne. Jezioro jest zasobne w związki biogenne, natomiast gruba warstwa osadów dennych świadczy o dużej zawartości materii organicznej. Zawartość fosforanów sięga wartościom pozaklasowym, a fosforu całkowitego w granicach III klasy czystości, natomiast stężenia azotu mineralnego i całkowitego przyjmują wartości pozaklasowe.